# Let's Do It Again
«Let's Do It Again» es una canción de TLC, perteneciente a su segundo álbum de estudio CrazySexyCool (1994). La décima pista del álbum, es una canción que habla literalmente del sexo. Las chicas describen lo mucho que sus parejas las satisfacen, y cómo les gustaría «hacerlo de nuevo». Fue escrita por Jon-John y Babyface, quienes en ese entonces estaban muy vinculados a la producción artística de TLC.
La pista fue grabada en The Music Grinder Studios en Hollywood, California. El mix se realizó en Larrabee Sound Studios. Contiene un sample de la canción "Nirvana" de Peacemakers, así como una interpolación de "Don't Stop the Music" por Yarbrough & Peoples. 

## Personal
- Babyface - producción ejecutiva, composición, voz de fondo, sintetizado, programación de batería
- Chilli - voz de fondo
- Eric Fischer - asistente de grabación
- Brad Gilderman - grabación
- Lamont Hyde - asistente de grabación
- Jon-John - producción ejecutiva, composición, sintetizado, programación de batería
- Herb Powers - ingeniero de masterización
- Dave Way - mezcla
- Tionne "T-Boz" Watkins - voz de fondo